# Culture de la République dominicaine
La culture de la République dominicaine est un mélange de différentes influences provenant du monde entier. Le peuple dominicain et ses coutumes ont des origines qui consistent principalement en une base culturelle européenne, avec des influences africaines et taíno.
La République dominicaine est le siège du premier peuplement européen dans l'hémisphère occidental, à savoir Saint-Domingue fondé en 1493. En raison de plus de cinq siècles de présence espagnole dans l'île, le noyau de la culture dominicaine est dérivé de la culture de l'Espagne. Les héritages européens comprennent l'ascendance, la langue, les traditions, le droit, la religion prédominante et les styles architecturaux coloniaux. Peu après l'arrivée des Européens, des Africains ont été importés sur l'île pour servir d'esclaves. La fusion des traditions et coutumes européennes, des Taïnos et des Africains contribue au développement de la culture dominicaine actuelle.

## Langues et peuples

### Langues
L'espagnol est la langue de la République dominicaine. Le pays a une variété d'accents dont la plupart proviennent de l'espagnol parlé dans les îles Canaries et l'ouest de l'Andalousie. L'accent parlé dans la région du Cibao est un mélange de deux dialectes : celui des colons portugais des XVIe siècle et XVIIe siècle dans la vallée du Cibao, et celui des colons canariens du XVIIIe siècle. L'espagnol dominicain emprunte son vocabulaire à la langue arawak. Parmi les mots courants dérivés des indigènes, on trouve : barbecue, canoë, caraïbes, hamac, ouragan, iguane, lamantin, mangrove, savane et tabac, entre autres[réf. nécessaire].

## Traditions

### Fêtes
Carnaval en République dominicaine, 27 février.
| Date         | Nom                            |                           |
| ------------ | ------------------------------ | ------------------------- |
| 1er janvier  | Jour de l'an                   |                           |
| 6 janvier    | Jour Catholique de l'Épiphanie |                           |
| 21 janvier   | Virgen de la Altagracia        | (Catholique)              |
| 26 janvier   | Jour de Juan Pablo Duarte      | Père fondateur            |
| 27 février   | Indépendance                   | Fête nationale            |
| 14 avril     | Catholique Vendredi saint      | (Date de 2006)            |
| 1er mai      | Fête du travail                | (Date de 2006)            |
| 15 juin      | Corpus Christi                 | (Date de 2006)            |
| 16 août      | Jour de la Restauration        | Fête nationale            |
| 24 septembre | Vierge de las Mercedes         | Patronne (Catholique)     |
| 6 novembre   | Jour de la Constitution        | Fête nationale            |
| 25 décembre  | Noël                           | Naissance de Jésus Christ |

## Santé

### Tabagisme
Le tabac fait aussi partie de la culture dominicaine. Plus de 50 % du tabac en République dominicaine est produit à Villa Gonzalez , petite commune d'environ 30 000 habitants (2002) située dans la Cibao, représente de ce fait la capitale du tabac dominicain.

## Sports
Le baseball est un sport populaire. La République dominicaine fournit, devant le Japon, le plus grand nombre de joueurs étrangers au championnat professionnel de baseball de la  Ligue majeure de Baseball aux États-Unis.

## Médias
- Telesistema 11
- Telecentro Canal 13

## Littérature
- Littérature de la République dominicaine (es)
- Littérature de la République dominicaine (en)
- La Brève et Merveilleuse Vie d'Oscar Wao, roman en partie autobiographique de l'écrivain américain d'origine dominicaine Junot Díaz (né en 1968) a été un grand succès à sa sortie en 2007.
- Parmi les autres écrivains américains d'origine dominicaine, on peut citer Raquel Cepeda (en) (américaine d'origine dominicaine, née en 1973) et Julia Alvarez (américaine d'origine dominicaine, née en 1950)
- Écrivains dominicains, par date de naissance :
  - Salomé Ureña (1850-1897)
  - Emilio Prud'Homme (1856-1932)
  - Rosa Smester Marrero (1874 - 1945)
  - Pedro Henríquez Ureña (1884-1946)
  - Julio Vega Battle (en) (1899 – 1973)
  - Joaquín Balaguer Ricardo (1906-2002)
  - Juan Bosch (1909-2001)
  - Pedro Mir (1913-2000)
  - Aída Cartagena Portalatín (1918 - 1994)
  - Salvador Jorge Blanco (1926-2010)
  - Rafael Alburquerque (né en 1940)
  - Jean-Louis Jorge (1947-2000, scénariste pour le cinéma)
  - Blas Jiménez (en) (1949 – 2009)
  - Arambilet (né en 1957)
  - Aurora Arias (née en 1962)
  - Jael Uribe (née en 1975)
  - Rita Indiana (née en 1977)
  - Nelson Carlo de Los Santos Arias (né en 1985, scénariste pour le cinéma)
  - José María Cabral (né en 1988, scénariste pour le cinéma)
- Catherine Bardon (née en 1965) est une romancière française qui partage son temps entre la France et la République dominicaine. Elle puise dans ce pays des Caraïbes une partie de son inspiration.
- Citons également le cas particulier d'Hilde Domin (1909 - 2006), poétesse allemande ayant longuement séjourné en République domincaine (et ayant acquis la nationalité dominicaine).

## Arts visuels
- Oscar Abreu

## Arts de scène

### Musique
La tumba, la bachata et le merengue sont des styles musicaux originaires de la République dominicaine.
- Musique de la République dominicaine (en)

### Danse
bachata

### Marionnette
- Arts de la marionnette en République Dominicaine sur le site de l'Union internationale de la marionnette

### Cinéma
- List of Latin American films (en)
- Liste de films caribéens

## Tourisme
- Tourisme en République dominicaine
- Liste de villes de la République dominicaine
- Liste des aéroports en République dominicaine

## Patrimoine

### Musées et autres institutions
- Liste de musées en République dominicaine, dont  
  - Alcázar de Colón
  - Columbus Lighthouse
  - Fortaleza San Felipe
  - Fortaleza San Luis
  - Museo Bellapart
  - Museo de las Casas Reales
  - Museo del Hombre Dominicano

### Liste du Patrimoine mondial
Le programme Patrimoine mondial (UNESCO, 1971) a inscrit dans sa liste du Patrimoine mondial (au 17/01/2016) : Liste du patrimoine mondial en République dominicaine.

### Liste représentative du patrimoine culturel immatériel de l’humanité
Le programme Patrimoine culturel immatériel (UNESCO, 2003) a inscrit dans sa liste du patrimoine culturel immatériel de l'humanité en République dominicaine :
- 2016 : la musique et la danse du merengue en République dominicaine[2],
- 2008 : l’espace culturel de la Fraternité du Saint-Esprit des congos de Villa Mella[3],
- 2008 : la tradition du théâtre dansé Cocolo[4].

### Registre international Mémoire du monde
Le programme Mémoire du monde (UNESCO, 1992) a inscrit dans son registre international Mémoire du monde (au 17/01/2016) :
- 2009 : Livres pour le baptême des esclaves (1636-1670)[5],
- 2009 : Patrimoine documentaire relatif à la resistance et à la lutte pour les Droits de l’Homme en République Dominicaine,1930-1961[6].